# Piesza Pielgrzymka Młodzieży Różnych Dróg

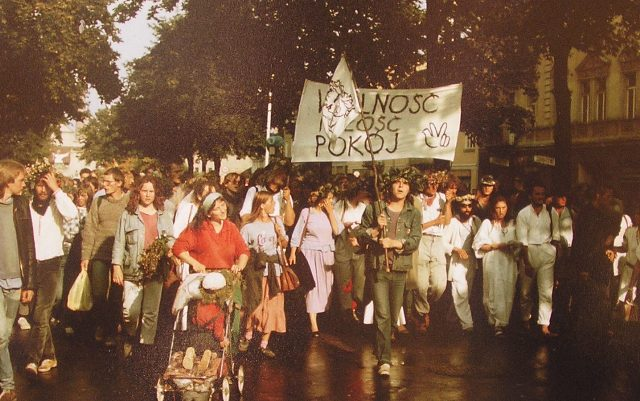
Wejście pielgrzymki ks. A. Szpaka do Częstochowy – 1987 r.

Piesza Pielgrzymka Młodzieży Różnych Dróg – coroczne sierpniowe pielgrzymki na Jasną Górę organizowane od 1979 r. przez ks. Andrzeja Szpaka. Na początku uczestniczyli w nich tylko hipisi. Z czasem również przedstawiciele innych grup subkulturowych sprzeciwiających się społeczeństwu konsumpcyjno-komercyjnemu oraz tzw. młodzież poszukująca. Pierwsze trzy pielgrzymki wyruszyły z Warszawy jako część pielgrzymki młodzieży akademickiej. Od 1982 r. pielgrzymka samodzielna, co roku wychodząca z innej miejscowości.
O pielgrzymce powstał reportaż „Szpakowisko II”  (1995) i filmy dokumentalne: „Niebo jest tutaj, właśnie teraz” (2012), „W poszukiwaniu zbłąkanych owiec” (2015).